# Srečko Paul
Srečko Paul, slovenski odbojkarski trener, * 11. maj 1933, Kropa, † 20. avgust 2018, Jesenice.
Dobitnik Bloudkove plakete za uspešno delo v športu, posebej odbojki.
Več let je deloval kot odbojkarski trener, predvsem ženskih ekip. Bil je odbojkarski sodnik in delegat. 